# Ganj Par
Ganj Par (Persiano: گنج پر) è un sito del Paleolitico inferiore, situato nel Gilan, nel nord dell'Iran.
Situato su una vecchia terrazza occidentale del fiume Sefīd-Rūd, il sito è stato scoperto da un team di archeologi del Centro per la ricerca Paleolitica del Museo Nazionale dell'Iran nel 2002. La grotta del Paleolitico inferiore è sita nella grotta di Darband e si trova a est di Ganj Par.
Circa 150 manufatti in pietra - bifacciali, mannarini ecc. - in calcare, rocce ignee, e arenaria sono stati trovati sul sito. Ci sono alcune somiglianze tra gli strumenti di pietra acheuleana e quelli che si trovano nella regione del Caucaso. La scoperta di Ganj Par indica quindi che l'Iran è parte del territorio acheuleano.